# Lijst van granmans van de Paramaccaners
Dit is een lijst van granmans van de Paramaccaners, een van de marronstammen in Suriname.

## Lijst
| Nr. | Granman                           | Periode    | Opmerking |
| --- | --------------------------------- | ---------- | --- |
| 1   | Papa Doffin                       |            | |
| 2   | Tata Bigiman                      |            | |
| 3   | Tata Aboma                        |            | |
| 4   | Frans Kwakoe                      |            | |
|     | Asaisi, Akama, Amerikan en Apensa |            | Interimperiode met vier leiders: Asaisi was de eerste in lijn maar weigerde de functie, waarna deze werd gegeven aan Apensa, de oudstevan de vier |
| 5   | Kwaku Petrus Apensa               | 1898-1923  | Eerste granman van de Paramaccaners die door de regering werd erkend                                                                              |
| 6   | Jozef Aboenawooko                 | 1932-1947  | |
| 7   | Cornelis Zacharia Forster         | 1951-1991  | |
| 8   | Jan Levi                          | 1993-2008  | |
| 9   | Samuel Forster                    | 2010-2017  | |
| 10  | Jozef Forster                     | 2020-heden | |

Trio/Wayana (lijst) · 
Aluku (lijst) · 
Aukaners (lijst) · 
Kwinti (lijst) · 
Matawai (lijst) · 
Paramaccaners (lijst) · 
Saramaccaners (lijst)
politiek in Suriname · granman · kapitein · basja